# Кривовілька (Україна)
Кривові́лька — село в Україні,  у Теофіпольській селищній громаді Хмельницького району Хмельницької області. Населення становить 365 осіб. До 2018 - орган місцевого самоврядування — Новоставецька сільська рада. У 2018-2020 у складі Новоставецької сільської громади.

## Історія
Під назвою Крива Воля вперше згадано у 1570 році. 
Станом на 1886 рік в колишньому державному селі Теофіпольської волості Старокостянтинівського повіту Волинської губернії мешкало 391 особа, налічувалось 72 дворових господарства, існували каплиця й постоялий будинок.
За переписом 1897 року кількість мешканців зросла до 575 осіб (288 чоловічої статі та 287 — жіночої), з яких 554 — православної віри.
7 (20) листопада 1917 року, відповідно до.Третього Універсалу Української Центральної Ради, увійшло до складу Української Народної Республіки.
12 червня 2020 року, відповідно до розпорядження Кабінету Міністрів України № 727-р «Про визначення адміністративних центрів та затвердження територій територіальних громад Хмельницької області», увійшло до складу Теофіпольської селищної громади.
19 липня 2020 року, в результаті адміністративно-територіальної реформи та ліквідації Теофіпольського району, село увійшло до складу Хмельницького району.

## Постаті
- Рудий Борис Іванович (1948—2017) — український скульптор.
- Середа Борис Миколайович (1972—2014) — підполковник Збройних сил України, учасник російсько-української війни;